# Episodi di Jarinko Chie
Questa è la lista degli episodi dell'anime Jarinko Chie, adattamento del manga La monella Chie di Etsumi Haruki.
Una serie televisiva anime è stata prodotta da Mainichi Broadcasting System (MBS) e trasmessa dal 3 ottobre 1981 al 25 marzo 1983 per un totale di 64 episodi totali più uno speciale. Per volere del regista Isao Takahata, i doppiatori che ricoprivano i ruoli di Chie, Tetsu e Mitsuru sono rimasti invariati rispetto alla versione cinematografica, mentre gli altri membri del cast principale comprendevano doppiatori in grado di parlare fluentemente nei dialetto di Osaka, principalmente attori e bambini che vivevano nella regione del Kansai. La sigla d'apertura è stata in gran parte adattata dalla versione cinematografica. I primi 10 episodi sono fondamentalmente gli eventi del film ridoppiati dal cast televisivo (con alcune scene aggiuntive o rielaborate), mentre gli episodi dall'11 in poi sono basati su capitoli del manga originale. In molti casi, due capitoli del manga originale vengono combinati in un unico episodio nell'anime per motivi di lunghezza e talvolta l'ordine degli episodi non corrisponde a quello dei capitoli del manga. Inizialmente la serie veniva trasmessa su Mainichi Broadcasting System, Shin-etsu Broadcasting, TBS e Sanyo Broadcasting e in differita su RCC Broadcasting e altre stazioni. 
Una seconda stagione, intitolata Chie-chan funsenki: Jarinko Chie (チエちゃん奮戦記 じゃりン子チエ? lett. "Le cronache dell'eroica Chie-chan: La monella Chie"), è stata trasmessa su Mainichi Broadcasting System dal 19 ottobre 1991 al 13 ottobre 1992 per un totale di 39 episodi. Il cast era composto, per quanto possibile, dagli stessi doppiatori della serie precedente, fatta eccezione per Norio Nishikawa e Yoshio Kamigata all'epoca erano in pausa. Come nella prima serie, il nuovo cast è composto principalmente da doppiatori in grado di parlare fluentemente il dialetto di Osaka, anche se per diversi personaggi ricorrenti e minori sono stati utilizzati doppiatori che non sapevano parlare il dialetto in questione. L'intero staff è stato sostituito ad eccezione di Satoshi Kato, il direttore del suono, e Shizuo Kurahashi, che lavorato agli effetti. Sebbene Isao Takahata non sia tornato nel ruolo di regista, lo staff principale includeva Kazuyoshi Yokota e un giovane Sunao Katabuchi, che erano entrambi discepoli di Takahata. Inoltre, Shunji Saida, che nella serie precedente fungeva da direttore dell'animazione, si è occupato anche del character design. Questa serie adatta diversi capitoli del manga a partire dal volume 20 in poi.
Entrambe le serie sono state raccolte in cofanetti DVD editi da Bandai Visual.

## Lista episodi

### Prima stagione
| Nº serie | Nº   | Titolo italiano (traduzione letterale) Giapponese 「Kanji」 - Rōmaji                                                                         | In onda           | In onda |
| Nº serie | Nº   | Titolo italiano (traduzione letterale) Giapponese 「Kanji」 - Rōmaji                                                                         | Giapponese        |         |
| 1        | 1    | Decidi! Chie-chan 「決めたれ!チエちゃん」 - Kimetare! Chie-chan                                                                              | 3 ottobre 1981    |         |
| 2        | 2    | Tetsu è un papà educativo! 「テツは教育パパ!」 - Tetsu wa kyōiku papa!                                                                       | 17 ottobre 1981   |         |
| 3        | 3    | Scontro! Kotetsu contro Anton 「激突!小鉄対アントン」 - Gekitotsu! Kotetsu tai Anton                                                         | 24 ottobre 1981   |         |
| 4        | 4    | La medicina di Tetsu è Goronpa 「テツの薬はゴロンパー」 - Tetsu no kusuri wa Goronpā                                                         | 31 ottobre 1981   |         |
| 5        | 5    | La missione di salvataggio della nonna di Tetsu 「おバアのテツ救出作戦」 - Obā no Tetsu kyūshutsu sakusen                                    | 7 novembre 1981   |         |
| 6        | 6    | Tetsu, le scarpe da ginnastica e la maratona 「テツと運動靴とマラソン」 - Tetsu to undōkutsu to marason                                      | 14 novembre 1981  |         |
| 7        | 7    | Il giorno più temuto di Tetsu 「テツの最も恐れる日」 - Tetsu no mottomo osoreru hi                                                           | 28 novembre 1981  |         |
| 8        | 8    | È arrivata la mamma 「母は来ました」 - Haha wa kimashita                                                                                     | 5 dicembre 1981   |         |
| 9        | 9    | Tetsu scappa di casa? 「テツの家出?」 - Tetsu no iede?                                                                                       | 12 dicembre 1981  |         |
| 10       | 10   | Arriva Antonio Jr. 「アントニオJr.登場」 - Antonio Jr. tōjō                                                                                  | 19 dicembre 1981  |         |
| 11       | 11   | Premio d'oro! Il saggio di Chie-chan 「金賞! チエちゃんの作文」 - Kinshō! Chie-chan no sakubun                                               | 26 dicembre 1981  |         |
| 12       | 12   | Sfida di baseball! Battaglia!! 「野球で勝負! 勝負!!」 - Yakyū de shōbu! Shōbu!!                                                              | 9 gennaio 1982    |         |
| 13       | 13   | Il fuoricampo della nonna 「おバアのホームラン」 - Obā no Hōmuran                                                                            | 16 gennaio 1982   |         |
| 14       | 14   | Kankuro e Kokesaru 「勘九郎とコケサル」 - Kankurō to Kokesaru                                                                                | 23 gennaio 1982   |         |
| 15       | 15   | Tutti intorno a me hanno il fundoshi 「まわりはみんなフンドシ」 - Mawari wa min'na fundoshi                                                  | 30 gennaio 1982   |         |
| 16       | 16   | Il torneo di sumo si avvicina: Deku il forte nemico 「相撲大会近し強敵デク登」 - Sumō taikai chikashi tomo Deku tō                           | 6 febbraio 1982   |         |
| 17       | 17   | Il torneo di sumo: Hirame farà del suo meglio 「相撲大会ヒラメがんばる」 - Sumō taikai Hirame ganbaru                                        | 13 febbraio 1982  |         |
| 18       | 18   | Il torneo di sumo: Tetsu contro Deku 「相撲大会・テツ対デク登」 - Sumō taikai Tetsu tai deku tō                                              | 20 febbraio 1982  |         |
| 19       | 19   | Tetsu è in ospedale 「テツ、ただいま入院中」 - Tetsu, tadaima nyūin-chū                                                                      | 27 febbraio 1982  |         |
| 20       | 20   | Tetsu è il mediatore di Mitsuru? 「テツはミツルの仲人?」 - Tetsu wa Mitsuru no nakoudo?                                                      | 6 marzo 1982      |         |
| 21       | 21   | Il giorno in cui a Tetsu è stato tolto il gesso 「テツのギブスがとれた日」 - Tetsu no gibusu ga toreta hi                                    | 13 marzo 1982     |         |
| 22       | 22   | Ah! Il matrimonio di Mitsuru 「あァ!ミツルの結婚式」 - A~a! Mitsuru no kekkonshiki                                                           | 20 marzo 1982     |         |
| 23       | 23   | La possibilità di essere respinti e andare in bancarotta 「はじかれてご破算のテツ」 - Hajika rete gowasan no Tetsu                           | 9 aprile 1982     |         |
| 24       | 24   | Il duello del lago della zucca 「ひょうたん池の決闘」 - Hyōtan-chi no kettō                                                                  | 16 aprile 1982    |         |
| 25       | 25   | Le storie del passato sono noiose! 「昔のはなしはテレくさい!」 - Mukashi no hanashi wa terekusai!                                            | 23 aprile 1982    |         |
| 26       | 26   | Il talento nascosto di Hirame 「ヒラメのかくれた才能」 - Hirame no kakureta sainō                                                            | 30 aprile 1982    |         |
| 27       | 27   | Hirame e il canto di Ikaruga 「ヒラメ、いかるがの絶唱」 - HIRAME, Ikaruga no zesshō                                                          | 14 maggio 1982    |         |
| 28       | 28   | Il diario di Chie, anche se insignificante... 「チエの通知簿、さえないけれど…」 - Chie no tsūchi-bo, sae naikeredo...                        | 28 maggio 1982    |         |
| 29       | 29   | Jackpot! Viaggio a Hong Kong e Macao 「大当り!ホンコン、マカオの旅」 - Ōatari! Honkon, Makao no tabi                                         | 28 maggio 1982    |         |
| 30       | 30   | Gatti e scorpioni vanno all'inferno 「猫もしゃくしも地獄組へ」 - Neko mo shaku shimo jigoku-gumi e                                           | 11 giugno 1982    |         |
| 31       | 31   | I fiori di Naniwa! La grande battaglia della banda dell'inferno 「浪花の華!地獄組大乱闘」 - Naniwa no hana! Jigoku-gumi dai rantō            | 18 giugno 1982    |         |
| 32       | 32   | Tetsu legato in soffitta 「天井裏にしばられたテツ」 - Tenjōura ni shibara reta Tetsu                                                         | 9 luglio 1982     |         |
| 33       | 33   | Tetsu e Kotetsu sono bravi ragazzi!? 「テツも小鉄もいい男!?」 - Tetsu mo Kotetsu mo ī otoko!?                                                | 16 luglio 1982    |         |
| 34       | 34   | È bene che genitori e figli si affrontino 「親子でケンカはいいもんだ」 - Oyako de kenka wa ī monda                                           | 23 luglio 1982    |         |
| 35       | 35   | La festa commemorativa della riparazione di Antonio 「アントニオ修理記念大パーティ」 - Antonio shūri kinen dai Pāti                          | 6 agosto 1982     |         |
| 36       | 36   | La furiosa palla veloce di Tetsu! 「テツ、怒りの豪速球!」 - Tetsu, ikari no gōsokkyū!                                                        | 13 agosto 1982    |         |
| 37       | 37   | Se assomigli a Tetsu, potresti sposarti!? 「テツに似たらお嫁にいけン!?」 - Tetsu ni nitara o yome ni ike n!?                                 | 20 agosto 1982    |         |
| 38       | 38   | La festa sportiva dei genitori che Tetsu odia 「テツのきらいな父兄運動会」 - Tetsu no kirai na fukei undōkai                                 | 27 agosto 1982    |         |
| 39       | 39   | Tetsu va avanti e indietro 「ふんだりけったりのテツ」 - Fundari kettari no Tetsu                                                             | 3 settembre 1982  |         |
| 40       | 40   | Anche se siamo andati tutti alla spiaggia... 「みんなで海に来たものの…」 - Min'na de umi ni kita mono no...                                  | 10 settembre 1982 |         |
| 41       | 41   | Due souvenir di fine estate 「夏の終りのおみやげ二つ」 - Natsu no owari no omiyage futatsu                                                   | 17 settembre 1982 |         |
| 42       | 42   | La festa degli ex studenti organizzata da Tetsu 「テツが主催の同窓会」 - Tetsu ga shusai no dōsōkai                                          | 24 settembre 1982 |         |
| 42.5     | 42.5 | Il passato segreto di Kotetsu Junior 「小鉄・ジュニアの秘められた過去」 - Kotetsu Junia no hime rareta kako                                  | 15 ottobre 1982   |         |
| 43       | 43   | Lo speciale allenatore di boxe di Tetsu 「テツの特別ボクシングコーチ」 - Tetsu no tokubetsu Bokushingu Kōchi                                 | 22 ottobre 1982   |         |
| 44       | 44   | Battaglia mortale sul ring? Tetsu contro il barbaro selvaggio 「リングの死闘?テツ対ワイルド蛮地」 - Ringu no shitō? Tetsu tai Wairudo banchi | 29 ottobre 1982   |         |
| 45       | 45   | È dura essere una modella per Hirame 「ヒラメのモデルはつらかった」 - Hirame no Moderu wa tsurakatta                                         | 5 novembre 1982   |         |
| 46       | 46   | Il regalo di Hirame-chan 「ヒラメちゃんのプレゼント」 - Hirame-chan no Purezento                                                             | 12 novembre 1982  |         |
| 47       | 47   | Avvistamento! L'appuntamento di Tetsu e Yoshie 「目撃! テツとヨシ江のデート」 - Mokugeki! Tetsu to Yoshie no Dēto                            | 19 novembre 1982  |         |
| 48       | 48   | La cerimonia di premiazione di Hirame-chan 「ヒラメちゃんの表彰式」 - Hirame-chan no hyōshō-shiki                                            | 26 novembre 1982  |         |
| 49       | 49   | Una lettera d'amore vista da Kotetsu 「小鉄に見られたラブレター」 - Kotetsu ni mi rareta Rabu Retā                                           | 3 dicembre 1982   |         |
| 50       | 50   | Il ring name è Mad Dog 「リングネームはマッドドッグ」 - Ringu Nēmu wa Maddo Doggu                                                            | 10 dicembre 1982  |         |
| 51       | 51   | Tetsu sfida il campione orientale! 「テツ、東洋チャンピオンに挑戦!」 - Tetsu, tōyō Chanpion ni chōsen!                                       | 17 dicembre 1982  |         |
| 52       | 52   | Chie e Hirame interpreteranno i ruoli principali! 「チエとヒラメで主役決定!」 - Chie to Hirame de shuyaku kettei!                            | 24 dicembre 1982  |         |
| 53       | 53   | Panico a scuola! Hirame canta di nuovo 「学園パニック!ヒラメ再び絶唱」 - Gakuen Panikku! Hirame futatabi zesshō                              | 7 gennaio 1983    |         |
| 54       | 54   | Le tecniche di combattimento di Marta 「男・マルタのケンカ術」 - Otoko Maruta no kenka-jutsu                                                 | 14 gennaio 1983   |         |
| 55       | 55   | Riconquista V! L'Old Power della nonna 「V奪回!おバアのオールド・パワー」 - V dakkai! Obā no Ōrudo Pawā                                      | 21 gennaio 1983   |         |
| 56       | 56   | Chie e Hirame sono preoccupate per l'amore!? 「チエとヒラメ恋に悩む!?」 - Chie to Hirame koi ni nayamu!?                                     | 28 gennaio 1983   |         |
| 57       | 57   | Entra in scena! L'amante dell'insegnante 「登場! 先生の恋人」 - Tōjō! Sensei no koibito                                                      | 4 febbraio 1983   |         |
| 58       | 58   | Moretsu!! L'amante dell'insegnante 「モウレツ!! 先生の恋人」 - Mōretsu! ! Sensei no koibito                                                  | 11 febbraio 1983  |         |
| 59       | 59   | Ci sono molti nemici intorno a Tetsu 「テツのまわりは敵だらけ」 - Tetsu no mawari wa teki-darake                                             | 18 febbraio 1983  |         |
| 60       | 60   | Ah! La resa dei conti del rugby del secolo!? 「ああ! 世紀のラグビー決戦!?」 - Ā! Seiki no Ragubī kessen!?                                    | 25 febbraio 1983  |         |
| 61       | 61   | Yoshie riceve una proposta di matrimonio! 「プロポーズされたヨシ江はん!」 - Puropōzu sa reta Yoshie-han!                                     | 4 marzo 1983      |         |
| 62       | 62   | La testa di Tetsu è dura come una collina rocciosa 「テツの頭はカチカチ山」 - Tetsu no atama wa kachikachi yama                              | 11 marzo 1983     |         |
| 63       | 63   | La capo squadra è arrivata 「応援団長がやって来た」 - Ōen danchō ga yattekita                                                                | 18 marzo 1983     |         |
| 64       | 64   | Sebbene sia chiamato episodio finale...? 「最終回とはいうものの…」 - Saishūkai to ha iu mono...?                                             | 25 marzo 1983     |         |

### Seconda stagione
| Nº serie | Nº | Titolo italiano (traduzione letterale) Giapponese 「Kanji」 - Rōmaji                                                               | In onda           | In onda |
| Nº serie | Nº | Titolo italiano (traduzione letterale) Giapponese 「Kanji」 - Rōmaji                                                               | Giapponese        |         |
| 65       | 1  | Il portafoglio che ho trovato fa ancora paura! 「拾った財布は なおコワイ!」 - Hirotta saifu wa nao kowai!                          | 19 ottobre 1991   |         |
| 66       | 2  | Hai un brutto aspetto! 「顔が悪いッ!」 - Kao ga warui!                                                                             | 26 ottobre 1991   |         |
| 67       | 3  | All'improvviso la brezza autunnale mi dà una scossa 「秋風にいきなり ギックリ」 - Akikaze ni ikinari gikkuri                       | 2 novembre 1991   |         |
| 68       | 4  | L'assalto delle ragazze 「おんな組の襲撃」 - On'na-gumi no shūgeki                                                                 | 9 novembre 1991   |         |
| 69       | 5  | L'ultimo peto di Tetsu 「テツの最後ッ屁」 - Tetsu no saigo he                                                                      | 16 novembre 1991  |         |
| 70       | 6  | Il cambio di alloggio di Masaru 「マサルの宿替い」 - Masaru no yadogae i                                                           | 30 novembre 1991  |         |
| 71       | 7  | Gen si riprende dopo un colpo 「どすこい ゲン直し」 - Dosu koi Gen naoshi                                                          | 7 dicembre 1991   |         |
| 72       | 8  | L'ormone della stella bianca di Tetsu 「テツの 白星ホルモン」 - Tetsu no shiroboshi horumon                                        | 14 dicembre 1991  |         |
| 73       | 9  | Tutti riuniti alla vigilia di Capodanno per una festa animata 「大晦日みんな揃って バチ当り」 - Ōmisoka min'na sorotte bachi-atari | 21 dicembre 1991  |         |
| 74       | 10 | Nishihagi Tokonatsu Blues 「西萩常夏ブルース」 - Nishihagi Tokonatsu Burūsu                                                        | 28 dicembre 1991  |         |
| 75       | 11 | Contrattacco!! Acab il gatto 「逆襲!! 猫のエイハブ」 - Gyakushū!! Neko no eihabu                                                   | 4 febbraio 1992   |         |
| 76       | 12 | Fronte dei ciliegi in fiore - gatto allegro 「桜前線・浮かれ猫」 - Sakura zensen - ukare neko                                      | 11 febbraio 1992  |         |
| 77       | 13 | Il compleanno dell'inferno 「地獄のバースディ」 - Jigoku no Bāsudi                                                                 | 18 febbraio 1992  |         |
| 78       | 14 | Il caso dello scassinatore di serrande 「周旋屋 シャッター事件」 - Shūsenya shattā jiken                                           | 25 febbraio 1992  |         |
| 79       | 15 | Madara e Tetsu 「マダラのテツ」 - Madara no Tetsu                                                                                  | 14 aprile 1992    |         |
| 80       | 16 | Il tumulto apotropaico di Katagiya 「かたぎ屋 厄除け騒動」 - Katagiya yakuyoke sōdō                                                | 21 aprile 1992    |         |
| 81       | 17 | "Yoshie-chan" il vincitore 「当選 「ヨシ江ちゃん」」 - Tōsen "Yoshie-chan"                                                         | 28 aprile 1992    |         |
| 82       | 18 | Il potere delle magliette nere 「黒シャツパワー」 - Kuro shatsu Pawā                                                               | 5 maggio 1992     |         |
| 83       | 19 | Il caso delle magliette nere: festa per dimenticare 「黒シャツ騒動 お忘れ会」 - Kuro shatsu sōdō o wasure-kai                      | 12 maggio 1992    |         |
| 84       | 20 | L'amicizia tra Tetsu e l'inferno...!? 「テツと 地獄の交友図…!?」 - Tetsu to jigoku no kōyū-zu...!?                                 | 19 maggio 1992    |         |
| 85       | 21 | Il resoconto della festa di fine anno 「組開きパーティー 始末記」 - Kumi biraki Pātī shimatsu-ki                                   | 26 maggio 1992    |         |
| 86       | 22 | Commento in diretta! Battaglia musicale a sorpresa 「実況! オトシ合戦」 - Jikkyō! Otoshi gassen                                    | 2 giugno 1992     |         |
| 87       | 23 | Tetsu, il maestro della pazienza 「ガマンに ガマンのテツ」 - Gaman ni gaman no Tetsu                                               | 9 giugno 1992     |         |
| 88       | 24 | Ya-san è scomparso, è scomparsi di nuovo 「ヤーさんが消えた、 また消えた」 - Yā-san ga kieta, mata kieta                           | 16 giugno 1992    |         |
| 89       | 25 | L'emozionante giorno del ricordo 「胸さわぎの命日」 - Munasawagi no meinichi                                                       | 23 giugno 1992    |         |
| 90       | 26 | L'interessante casa stregata 「気になる お化け屋敷」 - Ki ni naru obakeyashi                                                       | 30 giugno 1992    |         |
| 91       | 27 | La battaglia tra fantasmi per la sopravvivenza 「生き残り お化け合戦」 - Ikinokori obake gassen                                    | 7 luglio 1992     |         |
| 92       | 28 | Il soroban del creditore 「借金取りの ソロバン」 - Shakkintori no soroban                                                          | 14 luglio 1992    |         |
| 93       | 29 | Cambio di lavoro!? La storia secondaria di Raymond Tobita 「転職!? レイモンド飛田余話」 - Tenshoku!? Reimondo Tobita yowa          | 21 luglio 1992    |         |
| 94       | 30 | Un gatto sinistro che si affeziona a Tetsu 「テツになつく 不吉な猫」 - Tetsu ni natsuku fukitsuna neko                             | 11 agosto 1992    |         |
| 95       | 31 | Benvenuta a Tokyo, suprema yakuza 「歓迎 東京ヤクザ様」 - Kangei Tōkyō yakuza-sama                                                 | 18 agosto 1992    |         |
| 96       | 32 | La rapa infinita di mezza estate 「真夏の エンドレス・カブ」 - Manatsu no Endoresu kabu                                            | 25 agosto 1992    |         |
| 97       | 33 | Verso le montagne e i fiumi! I compiti del viaggio 「山へ川へ! 宿題の旅」 - Yama e kawa e! Shukudai no tabi                        | 1º settembre 1992 |         |
| 98       | 34 | La sopravvivenza di Masaru 「マサル男の生還」 - Masaru otoko no seikan                                                             | 8 settembre 1992  |         |
| 99       | 35 | Improvvisamente autunno 「いきなりの秋」 - Ikinari no aki                                                                          | 15 settembre 1992 |         |
| 100      | 36 | Il camminatore "affamato" 「歩く「食いだおれ」」 - Aruku "kuidaore"                                                                | 22 settembre 1992 |         |
| 101      | 37 | Fuochi d'artificio fuori stagione 「季節はずれの 花火」 - Kisetsu ha zure no hanabi                                                | 29 settembre 1992 |         |
| 102      | 38 | Battaglia di testate di Capodanno 「大晦日 頭突き合戦」 - Ōmisoka zudzuki gassen                                                   | 6 ottobre 1992    |         |
| 103      | 39 | Antonio è stato derubato 「アントニオが 盗まれた」 - Antonio ga nusuma reta                                                        | 13 ottobre 1992   |         |